# O.Torvald (альбом)
O.Torvald — дебютний студійний альбом гурту O.Torvald, який було випущено у 2008 році.

## Треклист
1. Тіло
2. Телефон
3. Не залишай
4. Ані Лорак
5. Забити
6. Стій
7. Хочу fuck
8. Київ-Лондон
9. Моє-твоє
10. Intro (atmospheric)
11. Мама